# Ековил (Ер)
Ековил (фр. Ecauville) насеље је и општина у северној Француској у региону Горња Нормандија, у департману Ер која припада префектури Евре.
По подацима из 2011. године у општини је живело 115 становника, а густина насељености је износила 34,33 становника/km². Општина се простире на површини од 3,35 km². Налази се на средњој надморској висини од 162 метара (максималној 149 m, а минималној 119 m).

## Демографија
| 1962. | 1968. | 1975. | 1982. | 1990. | 1999. | 2011. |
| ----- | ----- | ----- | ----- | ----- | ----- | ----- |
| 53    | 53    | 53    | 57    | 74    | 73    | 115   |

График промене броја становника у току последњих година